# Сканторп
```

```

Ска́нторп (англ. Scunthorpe, МФА: [ˈskʌnθɔːrp]) — місто у Великій Британії, адміністративний центр унітарної одиниці Англії Північний Лінкольншир. Населення — 72514 осіб (перепис, 2010). Лежить біля фродингемського родовища залізних руд. Центр чорної металургії.

## Назва
Населений пункт у «Книзі Страшного суду» (1086) згадується під назвою Escumesthorpe, що у перекладі з давньоскандинавської мови означає «садиба Скума».

## Історія
Місто утворилося об'єднанням 5 сіл — Сканторпа (Scunthorpe), Фродінгема (Frodingham), Кросбі (Crosby), Брамбі (Brumby) і Ешбі (Ashby).

## Економіка
Найбільшим підприємством міста є Сканторпський металургійний завод.

## Цікаві факти
Від назви міста походить і найменування такого явища, як Сканторпська проблема — ненавмисне блокування фільтрами або пошуковими системами вебсайтів, електронних повідомлень, постів на форумах чи результатів пошуку, які містять буквосполучення, схожі на обсценну лексику (назва Scunthorpe містить сполучення cunt, яке є непристойним в англійській мові).